# 5584 Izenberg
5584 Izenberg eller 1989 KK är en asteroid i huvudbältet som upptäcktes den 31 maj 1989 av den amerikanske astronomen Henry E. Holt vid Palomarobservatoriet. Den är uppkallad efter Noam Raphael Izenberg.
Asteroiden har en diameter på ungefär 6 kilometer och den tillhör asteroidgruppen Eunomia.